# 4129 Рікгелен
4129 Рікгелен (4129 Richelen) — астероїд головного поясу. Відкритий Робертом Макнотом 22 лютого 1988 року. Названий на честь його друзів Річарда Кіна (Richard A. Keen) та Гелен Дюран (Helen C. Duran) з нагоди їхнього весілля.
Тіссеранів параметр щодо Юпітера — 3,378.